# MuLinux
muLinux (contrazione di micro-Linux) è una distribuzione GNU/Linux creata da Michele Andreoli altamente configurabile e di stampo minimalista, creata per consentire il suo utilizzo direttamente da un unico floppy disk.
Sviluppata tra il 1998 e il 2004, è nota in particolare nell'ambito delle distribuzioni contenute su un singolo floppy disk.
È possibile utilizzare ulteriore software, come X11, Samba, GCC, tramite floppy aggiuntivi.
muLinux può essere anche installata sul proprio hard disk in modo permanente all'interno di una directory DOS (mediante l'utilizzo del file system UMSDOS) o in una partizione libera dell'hard disk (utilizzando ext2).